# Lissoclinum branchiatus
Lissoclinum branchiatus is een zakpijpensoort uit de familie van de Didemnidae. De wetenschappelijke naam van de soort is, als Cystodytes branchiatus, voor het eerst geldig gepubliceerd in 1972 door Buge & Monniot.